# ジョー・マネリ
ジョー・マネリ（Joe Maneri）として知られた、ジョセフ・ガブリエル・エスター・マネリ（Joseph Gabriel Esther Maneri、1927年2月9日 - 2009年8月24日）は、アメリカ合衆国のジャズ作曲家、サクソフォーン奏者、クラリネット奏者。長くニューイングランド音楽院の教員を務め、微分音を用いた音楽作品の作曲などに取り組んだ。

## 経歴
ニューヨークのブルックリン区出身。
若い頃からニューヨークでジャズのサクソフォーン奏者、クラリネット奏者として活動した。また、トルコ、アルバニア、ギリシャ、中東などの民族音楽にも関心を寄せた。アルバン・ベルクの弟子であったヨーゼフ・シュミットに学び、十二音技法による作曲に取り組んだ。
1970年から、ガンサー・シュラーが院長だったボストンのニューイングランド音楽院で教鞭を執るようになり、以降長く作曲と教育を軸にした活動を続けた。
1972年以降は、エズラ・シムズが編み出した記譜法により、微分音を用いた作品を書くようになった。
さらに、微分音を用いた音楽について独自の理論を構築し、また、オクターブを72に分割した72平均律で5オクターブの音域をもつ鍵盤楽器を開発した。
息子であるヴァイオリン奏者のマット・マネリの勧めを受け、1990年代には再び実演に取り組むようになり、小編成のアンサンブルによる微分音を盛り込んだ即興的ジャズの公演を各地でおこない、ヨーロッパへのツアーもした。また、アルバムの録音にも取り組んだ。

## ボストン微分音協会
マネリが中心となって1988年に設立されたボストン微分音協会 (Boston Microtonal Society、BMS) は微分音を用いた音楽や調律に取り組む団体である。

## ディスコグラフィ

### リーダー・アルバム
- Kalavinka (1989年、Cochlea)
- Get Ready to Receive Yourself (1995年、Leo)
- Three Men Walking (1996年、ECM) ※with マット・マネリ、ジョー・モリス
- Dahabenzapple (1996年、hatART)
- Let the Horse Go (1996年、Leo)
- In Full Cry (1997年、ECM)
- Coming Down the Mountain (1997年、hatOLOGY)
- 『パニオッツ・ナイン』 - Paniots Nine (1998年、Avant)
- Blessed (1998年、ECM) ※with マット・マネリ
- 『テイルズ・オブ・ローンリーフ』 - Tales of Rohnlief (1999年、ECM) ※with マット・マネリ、バール・フィリップス
- Tenderly (1999年、hatOLOGY)
- Out Right Now (2001年、hatOLOGY) ※with マット・マネリ、ジョー・モリス
- Voices Lowered (2001年、Leo)
- The Trio Concerts (2001年、Leo)
- Going to Church (2002年、AUM Fidelity)
- Angles of Repose (2004年、ECM)
- 『ピース・コンサート (1964)』 - Peace Concert (2008年、Atavistic) ※with ピーター・ドルガー
- Pinerskol (2009年、Leo) ※with 原田雅嗣

### 参加アルバム
マット・マネリ
- Acceptance (1996年、hatOLOGY)
- Pentagon (2005年、Thirsty Ear)